# 長井頼重
長井 頼重（ながい よりしげ、生没年未詳）は、鎌倉時代中期から後期にかけての人物、鎌倉幕府の御家人。

## 生涯
系図類では、長井泰重の子で、長井貞重の父となっており、鎌倉幕府第5代執権の北条時頼が北条氏得宗家当主であった期間（1246年-1263年）内に元服して、時頼より偏諱を受けた人物とみられる。母は海東忠成の娘。
長井氏一族は、嫡流である長井泰秀の系統が関東に住したのに対し、庶流であった泰秀の弟・泰重の系統は京都に住して六波羅探題の下で評定衆を務めるなど重要な地位を占めた。また、この系統は備後国守護職を世襲しており、頼重も六波羅評定衆や同国守護、そして父と同じく因幡守になったと伝わる。
弘安5年（1282年）、南都（興福寺）の強訴によって越後国に配流された

が、ほどなく処分は撤回されたようで、その後の弘安9年（1286年）の段階では頼重が備後守護となっており、子の貞重・貞頼も六波羅評定衆となっていることが確認されている。
以後の活動は没年も含め不詳である。

## 系譜
- 父：長井泰重 - 六波羅評定衆、周防・備前・備後守護、因幡守。
- 母：海東忠成の娘[6]。
- 妻：不明
  - 貞重 - 文永9年（1272年）[3][注釈 2][18]生。六波羅評定衆。
  - 運雅 - 建治3年（1277年）[18]生。元応2年（1320年）9月23日没[19]。長井宗衡の父[20][注釈 4]。京都若宮八幡宮社第6代及び9代別当[22]。醍醐寺蓮蔵院院主。
  - 貞頼[17][15]。六波羅評定衆。